# Sonate d'église no 2 de Mozart
Pour les articles homonymes, voir K68.
La Sonate d'église no 2 en si bémol majeur, K. 68/41i est une sonate d'église en un seul mouvement composée par Wolfgang Amadeus Mozart à Salzbourg. 
Alfred Einstein date cette œuvre de 1767, mais des recherches plus récentes, particulièrement celles de Hans Dennerlein, concluent qu'il est très improbable qu'elle ait été composée avant le 9 août 1772, quand Mozart a été nommé Domkonzertmeister par le Prince-archevêque de Salzbourg, Hieronymus von Colloredo.

## Caractéristiques
L'œuvre est écrite en si bémol majeur. La mesure est marquée , et le tempo indiqué est Allegro. L'œuvre comporte soixante-douze mesures et est divisée en deux parties. Dans la première (mesures 1-26), la tonalité évolue jusqu'à la tonalité de fa majeur (dominante). Dans la seconde partie (mesures 26-62), le morceau revient à la tonalité principale.
Comme les autres sonates d'église de Mozart, elle est écrite pour deux violons, un orgue obbligato, et des basses (violoncelle, contrebasse et basson Ad libitum).